# Pterodactylus

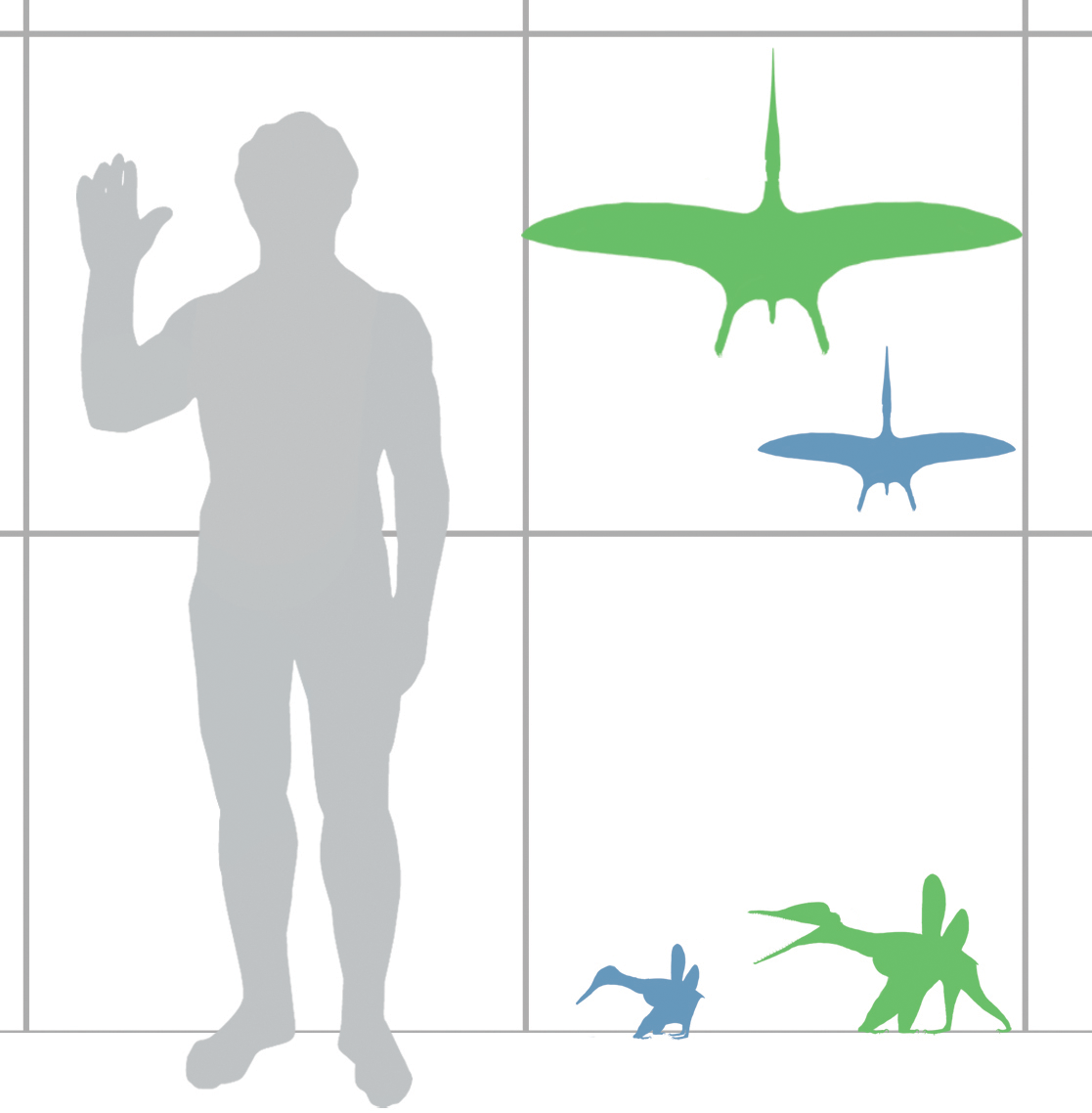
A Pterodactylus és az ember méretének összehasonlítása

A Pterodactylus a Pterosauria rend egy neme volt, 1,04 méter szárnyfesztávolságú repülő őshüllő a késő jura korban. Ragadozó volt; főleg halakkal és más apró állatokkal táplálkozott.  Testének az egész külalakja emlékeztet a madarakéra, a csigolyák és végtagcsontok léggel teltek, a koponya pedig hosszú, hegyes csőrben végződik, és derékszöget zár be a nyakkal, miként a madaraké. Eltérés, hogy csőrében hegyes fogak ülnek, ami ismét a gyíkokra vall. Bőrét toll fedte, ám ezek a tollak sokban különböztek a később megjelent madarakétól. A mellső végtagjának erősen megnyúlt kisujja és a rövid hátsó végtag között kifeszített bőr segítségével repült, erre utal neve is. A Pterodactylus szárnya első ránézésre a denevérekére hasonlít, de lényegileg sokban eltér attól, mivel a denevér szárny az egyenlően megnyúlt ujjak között feszül. A kis bordákkal körülvett mellkas és a négyujjú hátsó lábak szerkezete egyaránt a hüllőkére emlékeztet. Farka rövid. Mérete erősen, a pacsirta és a sas között változó (l. a Jura-szisztéma mellékletén). Igen szép megtartású példányai ismeretesek a felső jura korú litográfpalákból Bajorországból és Württembergből.
|  |  |  |